# Цумба
Цумба (ест. Tsumba), також Мяе-Цумба, Мяе-Цумпа, Зумба-Мяе — село в Естонії, входить до складу волості Меремяе, повіту Вирумаа.